# Prunella koslowi
Prunella koslowi là một loài chim trong họ Prunellidae.